# 1999-es sílövő-világbajnokság
Az 1999-es sílövő-világbajnokságot február 5-e és 14-e között tervezték lebonyolítani Finnországban, Kontiolahtiban. Viszont a tartós, extrém hideg, -25 °C körüli hőmérsékleti értékek miatt az egyéni és tömegrajtos versenyek elmaradtak. Ezen versenyszámokat végül Norvégiában, Oslo Holmenkollenben tartották március 11-én illetve 13-án.

## Részt vevő nemzetek
| Egyesült Államok |
| Ausztria         |
| Bulgária         |
| Csehország       |
| Észtország       |
| Fehéroroszország |
| Finnország       |

| Franciaország |
| Japán         |
| Kanada        |
| Lengyelország |
| Lettország    |
| Litvánia      |
| Magyarország  |

| Egyesült Királyság |
| Németország        |
| Norvégia           |
| Olaszország        |
| Oroszország        |
| Románia            |
| Svájc              |

| Svédország |
| Szlovákia  |
| Szlovénia  |
| Ukrajna    |
| 25 nemzet  |

## Éremtáblázat
| Hely     | Nemzet           | Arany | Ezüst | Bronz | Összesen |
| 1.       | Németország      | 6     | 2     | 2     | 10       |
| 2.       | Ukrajna          | 3     | 1     | 1     | 5        |
| 3.       | Fehéroroszország | 1     | 0     | 1     | 2        |
|          |                  |       |       |       |          |
| 4.       | Oroszország      | 0     | 3     | 1     | 4        |
| 5.       | Franciaország    | 0     | 1     | 1     | 2        |
| 5.       | Svédország       | 0     | 1     | 1     | 2        |
| 7.       | Olaszország      | 0     | 1     | 0     | 1        |
| 7.       | Szlovákia        | 0     | 1     | 0     | 1        |
|          |                  |       |       |       |          |
| 9.       | Norvégia         | 0     | 0     | 3     | 3        |
|          |                  |       |       |       |          |
| Összesen | Összesen         | 10    | 10    | 10    | 30       |

## Férfi

### Egyéni
A verseny időpontja: 1999. március 11.
| #     | Versenyző            | Lövőhiba (F+Á+F+Á) | Időeredmény | Hátrány  |
| ----- | -------------------- | ------------------ | ----------- | -------- |
| Arany | Sven Fischer         | 1+0+0+0            | 53:53.2     |          |
| Ezüst | Ricco Groß           | 0+0+0+0            | 54:01.9     | +8.7     |
| Bronz | Vadzim Szasurin      | 0+0+0+0            | 54:30.5     | +37.3    |
| 4.    | Ole Einar Bjørndalen | 0+0+1+0            | 54:44.6     | +51.4    |
| 5.    | Vlagyimir Dracsov    | 0+2+0+1            | 54:56.1     | +1:02.9  |
| 6.    | Vjatscheslav Kunajev | 1+0+0+0            | 55:08.6     | +1:15.4  |
| 7.    | Pavel Rosztovcev     | 1+0+1+0            | 55:22.4     | +1:29.2  |
| 8.    | René Cattarinussi    | 2+0+0+0            | 55:35.1     | +1:41.9  |
| 9.    | Paavo Puurunen       | 0+1+0+0            | 55:36.8     | +1:43.6  |
| 10.   | Ilmārs Bricis        | 0+0+1+1            | 55:45.2     | +1:52.0  |
| ----  | ----                 | ----               | ----        | ----     |
| 72.   | Panyik János         | 2+1+2+0            | 1:03:34.9   | +9:41.7  |
| 77.   | Tagscherer Imre      | 1+1+1+1            | 1:06:44.7   | +12:51.5 |
| 79.   | Tagscherer Zoltán    | 4+3+0+1            | 1:09:03.7   | +15:10.5 |

### Sprint
A verseny időpontja: 1999. február 12.
| #     | Versenyző         | Lövőhiba (F+Á) | Időeredmény | Hátrány |
| ----- | ----------------- | -------------- | ----------- | ------- |
| Arany | Frank Luck        | 0+0            | 28:05.6     |         |
| Ezüst | Patrick Favre     | 0+0            | 28:27.6     | +22.0   |
| Bronz | Frode Andresen    | 1+1            | 28:46.4     | +40.8   |
| 4.    | Ludwig Gredler    | 1+2            | 29:12.9     | +1:07.3 |
| 5.    | Oļegs Maļuhins    | 3+1            | 29:13.7     | +1:08.1 |
| 6.    | Ricco Groß        | 0+2            | 29:14.1     | +1:08.5 |
| 7.    | Sven Fischer      | 1+2            | 29:14.4     | +1:08.8 |
| 8.    | Aljakszej Ajdarav | 0+2            | 29:18.3     | +1:12.7 |
| 9.    | Aleh Rizsankov    | 1+2            | 29:21.1     | +1:15.5 |
| 10.   | Jēkabs Nākums     | 1+0            | 29:27.6     | +1:22.0 |

### Üldözőverseny
A verseny időpontja: 1999. február 13.
| #     | Versenyző            | Lövőhiba (F+Á+F+Á) | Időeredmény | Hátrány |
| ----- | -------------------- | ------------------ | ----------- | ------- |
| Arany | Ricco Groß           | 0+0+0+0            | 35:37.8     |         |
| Ezüst | Frank Luck           | 0+0+1+2            | 36:05.0     | +27.2   |
| Bronz | Sven Fischer         | 1+0+1+1            | 36:18.7     | +40.9   |
| 4.    | Oļegs Maļuhins       | 0+1+1+1            | 36:45.6     | +1:07.8 |
| 5.    | Ole Einar Bjørndalen | 1+3+0+0            | 37:04.0     | +1:26.2 |
| 6.    | Ilmārs Bricis        | 1+0+1+1            | 37:09.4     | +1:31.6 |
| 7.    | Aljakszej Ajdarav    | 0+2+0+2            | 37:09.6     | +1:31.8 |
| 8.    | Patrick Favre        | 0+2+1+2            | 37:17.3     | +1:39.5 |
| 9.    | Vlagyimir Dracsov    | 1+1+1+1            | 37:30.5     | +1:52.7 |
| 10.   | Aleh Rizsankov       | 1+1+1+3            | 37:36.2     | +1:58.4 |

### Tömegrajtos
A verseny időpontja: 1999. március 13.
| #     | Versenyző            | Lövőhiba (F+Á+F+Á) | Időeredmény | Hátrány |
| ----- | -------------------- | ------------------ | ----------- | ------- |
| Arany | Sven Fischer         | 1+1+0+0            | 39:39.9     |         |
| Ezüst | Vlagyimir Dracsov    | 0+0+1+1            | 39:49.8     | +9.9    |
| Bronz | Ole Einar Bjørndalen | 0+0+0+0            | 39:57.3     | +17.4   |
| 4.    | Paavo Puurunen       | 0+0+0+1            | 40:03.7     | +23.8   |
| 5.    | Ludwig Gredler       | 0+1+2+1            | 40:13.3     | +33.4   |
| 6.    | Frode Andresen       | 1+0+2+1            | 40:13.5     | +33.6   |
| 7.    | Oļegs Maļuhins       | 1+1+1+0            | 40:15.7     | +35.8   |
| 8.    | Ricco Groß           | 1+0+0+0            | 40:34.1     | +54.2   |
| 9.    | Raphaël Poirée       | 0+0+0+3            | 40:39.2     | +59.3   |
| 10.   | René Cattarinussi    | 0+1+1+2            | 40:40.9     | +1:01.0 |

### Váltó
A verseny időpontja: 1999. február 14.
| #     | Versenyző                                                                              | Lövőhiba (F+Á)                          | Időeredmény | Hátrány | #   | Versenyző                                                                                  | Lövőhiba (F+Á)                          | Időeredmény | Hátrány |
| ----- | -------------------------------------------------------------------------------------- | --------------------------------------- | ----------- | ------- | --- | ------------------------------------------------------------------------------------------ | --------------------------------------- | ----------- | ------- |
| Arany | Fehéroroszország · Aljakszej Ajdarav · Petr Ivasjko · Vadzim Szasurin · Aleh Rizsankov | 0+0 1+3 0+0 0+0 0+0 0+0 0+0 1+3         | 1:23:19.3   |         | 6.  | Finnország · Ville Räikkönen · Vesa Hietalahti · Mikko Uusipaikka · Paavo Puurunen         | 0+0 3+3 0+0 0+0 0+0 0+0 0+0 3+3 0+0 0+0 | 1:25:24.0   | +2:04.7 |
| Ezüst | Oroszország · Viktor Majgurov · Vlagyimir Dracsov · Szergej Rozskov · Pavel Rosztovcev | 1+3 1+3 0+0 0+0 1+3 0+0 0+0 1+3 0+0 0+0 | 1:23:42.4   | +23.1   | 7.  | Szlovénia · Janez Ožbolt · Tomas Globočnik · Aleksander Grajf · Janez Marič                | 0+0 1+3 0+0 0+0 0+0 0+0 0+0 1+3 0+0 0+0 | 1:25:51.0   | +2:31.7 |
| Bronz | Norvégia · Halvard Hanevold · Dag Bjørndalen · Frode Andresen · Ole Einar Bjørndalen   | 3+3 1+3 0+0 0+0 0+0 0+0 0+0 1+3 3+3 0+0 | 1:23:56.3   | +37.0   | 8.  | Olaszország · René Cattarinussi · Patrick Favre · Wilfried Pallhuber · Pieralberto Carrara | 0+0 4+6 0+0 0+0 0+0 1+3 0+0 0+0 0+0 3+3 | 1:25:58.9   | +2:39.6 |
| 4.    | Németország · Ricco Groß · Peter Sendel · Sven Fischer · Frank Luck                    | 0+0 2+6 0+0 1+3 0+0 0+0 0+0 1+3 0+0 0+0 | 1:24:16.0   | +56.7   | 9.  | Ausztria · Wolfgang Perner · Ludwig Gredler · Reinhard Neuner · Wolfgang Rottmann          | 2+3 2+6 0+0 0+0 0+0 1+3 0+0 0+0 2+3 1+3 | 1:26:23.0   | +3:03.7 |
| 5.    | Lettország · Oļegs Maļuhins · Ilmārs Bricis · Gundars Upenieks · Jēkabs Nākums         | 1+3 0+0 0+0 0+0 0+0 0+0 1+3 0+0         | 1:24:28.8   | +1:09.5 | 10. | Svédország · Rickard Noberius · Mattias Nilsson · Fredrik Kuoppa · Tord Wiksten            | 0+0 0+0 0+0 0+0 0+0 0+0                 | 1:26:40.0   | +3:20.7 |

## Női

### Egyéni
A verseny időpontja: 1999. március 11.
| #     | Versenyző             | Lövőhiba (F+Á+F+Á) | Időeredmény   | Hátrány  |
| ----- | --------------------- | ------------------ | ------------- | -------- |
| Arany | Alena Zubrilava       | 0+0+0+0            | 43:28.1       |          |
| Ezüst | Corinne Niogret       | 0+0+0+0            | 45:32.0       | +2:03.9  |
| Bronz | Albina Ahatova        | 0+0+1+0            | 46:41.7       | +3:13.6  |
| 4.    | Olena Petrova         | 0+0+1+1            | 47:10.2       | +3:42.1  |
| 5.    | Anna Volkova          | 1+1+0+0            | 47:47.2       | +4:19.1  |
| 6.    | Magdalena Forsberg    | 0+2+0+1            | 47:51.6       | +4:23.5  |
| 7.    | Olga Romaszko         | 0+2+0+1            | 48:01.6       | +4:33.5  |
| 8.    | Szvjatlana Paramihina | 0+1+1+0            | 48:08.8       | +4:40.7  |
| 9.    | Uschi Disl            | 0+1+0+1            | 48:12.9       | +4:44.8  |
| 10.   | Ekaterina Dafovszka   | 0+2+0+0            | 48:15.0       | +4:46.9  |
| ----  | ----                  | ----               | ----          | ----     |
| 61.   | Bekecs Zsuzsanna      | 2+1+2+2            | 59:12.7       | +15:44.6 |
| 62.   | Dira Bernadett        | 1+0+3+2            | 1:00:18.7     | +16:50.6 |
| -     | Barna Márta           | 4+2+4+3            | Nem ért célba |          |

### Sprint
A verseny időpontja: 1999. február 12.
| #     | Versenyző               | Lövőhiba (F+Á) | Időeredmény | Hátrány |
| ----- | ----------------------- | -------------- | ----------- | ------- |
| Arany | Martina Zellner         | 0+2            | 26:59.9     |         |
| Ezüst | Magdalena Forsberg      | 0+1            | 27:04.4     | +4.5    |
| Bronz | Alena Zubrilava         | 1+2            | 27:08.2     | +8.3    |
| 4.    | Albina Ahatova          | 1+1            | 27:17.0     | +17.1   |
| 5.    | Delphyne Heymann-Burlet | 0+0            | 27:26.3     | +26.4   |
| 6.    | Outi Kettunen           | 0+1            | 27:31.0     | +31.1   |
| 7.    | Martina Halinárová      | 1+1            | 27:41.0     | +41.1   |
| 8.    | Ann-Elen Skjelbreid     | 0+2            | 27:42.1     | +42.2   |
| 9.    | Andreja Koblar          | 1+1            | 27:46.0     | +46.1   |
| 10.   | Olena Petrova           | 1+2            | 27:48.8     | +48.9   |

### Üldözőverseny
A verseny időpontja: 1999. február 13.
| #     | Versenyző            | Lövőhiba (F+Á+F+Á) | Időeredmény | Hátrány |
| ----- | -------------------- | ------------------ | ----------- | ------- |
| Arany | Alena Zubrilava      | 0+1+1+0            | 32:17.5     |         |
| Ezüst | Martina Halinárová   | 0+1+0+0            | 33:19.5     | +1:02.0 |
| Bronz | Martina Zellner      | 1+0+0+1            | 33:25.1     | +1:07.6 |
| 4.    | Albina Ahatova       | 0+0+1+1            | 33:26.6     | +1:09.1 |
| 5.    | Magdalena Forsberg   | 0+0+1+2            | 33:36.8     | +1:19.3 |
| 6.    | Olena Petrova        | 1+0+1+1            | 34:02.8     | +1:45.3 |
| 7.    | Katja Holanti        | 0+0+0+0            | 34:08.7     | +1:51.2 |
| 8.    | Outi Kettunen        | 0+0+0+2            | 34:25.3     | +2:07.8 |
| 9.    | Andreja Koblar       | 0+1+2+0            | 34:30.1     | +2:12.6 |
| 10.   | Liv Grete Skjelbreid | 0+1+2+1            | 34:32.3     | +2:14.8 |

### Tömegrajtos
A verseny időpontja: 1999. március 13.
| #     | Versenyző             | Lövőhiba (F+Á+F+Á) | Időeredmény | Hátrány |
| ----- | --------------------- | ------------------ | ----------- | ------- |
| Arany | Alena Zubrilava       | 0+2+2+0            | 40:08.2     |         |
| Ezüst | Olena Petrova         | 0+0+1+1            | 40:11.3     | +3.1    |
| Bronz | Magdalena Forsberg    | 1+0+2+0            | 40:16.9     | +8.7    |
| 4.    | Andreja Grasic-Koblar | 0+0+1+0            | 40:19.0     | +10.8   |
| 5.    | Martina Halinárová    | 2+0+1+0            | 41:15.3     | +1:07.1 |
| 6.    | Ekaterina Dafovszka   | 0+0+2+0            | 41:24.4     | +1:16.2 |
| 7.    | Uschi Disl            | 0+0+3+1            | 41:28.4     | +1:20.2 |
| 8.    | Galina Kukleva        | 1+0+1+3            | 41:29.7     | +1:21.5 |
| 9.    | Katrin Apel           | 1+1+1+2            | 41:34.4     | +1:26.2 |
| 10.   | Szvjatlana Paramihina | 0+1+0+2            | 41:42.2     | +1:34.0 |

### Váltó
A verseny időpontja: 1999. február 14.
| #     | Versenyző | Lövőhiba (F+Á)                          | Időeredmény | Hátrány | #   | Versenyző                                                                              | Lövőhiba (F+Á)                          | Időeredmény | Hátrány |
| ----- | --- | --------------------------------------- | ----------- | ------- | --- | -------------------------------------------------------------------------------------- | --------------------------------------- | ----------- | ------- |
| Arany | Németország · Uschi Disl · Simone Greiner-Petter-Memm · Katrin Apel · Martina Zellner                        | 1+3 0+0 0+0 0+0 0+0 0+0 0+0 0+0 1+3 0+0 | 1:36:56.0   |         | 6.  | Finnország · Katja Holanti · Outi Kettunen · Annukka Mallat · Eija Salonen             | 0+0 2+3 0+0 0+0 0+0 2+3 0+0 0+0 0+0 0+0 | 1:39:36.3   | +2:40.3 |
| Ezüst | Oroszország · Nadeschda Talanova · Galina Kukleva · Olga Romaszko · Albina Ahatova                           | 0+0 3+6 0+0 2+3 0+0 1+3 0+0 0+0 0+0 0+0 | 1:37:34.7   | +38.3   | 7.  | Lengyelország · Agata Suszka · Anna Stera-Kustusz · Magdalena Gwizdoń · Adrianna Babik | 0+0 0+0 0+0 0+0 0+0 0+0                 | 1:40:08.9   | +3:12.9 |
| Bronz | Franciaország · Delphyne Heymann-Burlet · Florence Baverel-Robert · Christelle Gros · Corinne Niogret        | 0+0 0+0 0+0 0+0 0+0 0+0                 | 1:37:42.9   | +46.9   | 8.  | Szlovákia · Martina Halinárová · Anna Murínová · Marcela Pavkovčeková · Soňa Mihoková  | 0+0 1+3 0+0 0+0 0+0 1+3 0+0 0+0         | 1:40:40.2   | +3:44.2 |
| 4.    | Norvégia · Ann-Elen Skjelbreid · Gro Marit Istad-Kristiansen · Gunn Margit Andreassen · Liv Grete Skjelbreid | 0+0 0+0 0+0 0+0 0+0 0+0                 | 1:38:11.0   | +1:15.0 | 9.  | Bulgária · Pavlina Filipova · Ekaterina Dafovszka · Irina Nikulcsina · Radka Popova    | 0+0 0+0 0+0 0+0 0+0 0+0                 | 1:41:33.3   | +4:37.3 |
| 5.    | Ukrajna · Alena Zubrilava · Olena Petrova · Nyina Lemes · Tetjana Rud                                        | 0+0 2+3 0+0 0+0 0+0 2+3 0+0 0+0         | 1:39:06.9   | +2:10.9 | 10. | Japán · Sindó-Honma Mami · Takahasi Rjóko · Tanaka Tamami · Szeino-Szuga Hiromi        | 1+3 0+0 0+0 0+0 1+3 0+0 0+0 0+0 0+0 0+0 | 1:41:37.0   | +4:41.0 |